# 沈之岳
沈之岳（1913年2月18日—1994年2月24日），浙江省臺州市仙居縣下閣鄉西陸村人。1964年在台灣組建調查局，擔任調查局首任局長，被稱為「調查局之父」。

## 生平

### 早年時期
沈之岳生於1913年（民國2年）2月18日生於浙江省仙居縣下閣鄉西陸村，家境寬裕，1933年入上海復旦大學就讀，在校期间因緣際會下被戴笠收編為复兴社特务处（军统前身）特務員，送入浙江警官學校接受訓練。

### 潛伏共產黨
1930年代，時籍實行「安內攘外」政策，國民政府全力剿共，沈之岳自學俄語、英語與馬列主義，以「李國棟」之名，在上海加入中國共產黨外圍地下組織。據《王芳回憶錄》記述，沈曾誘殺七、八位中國共產黨黨員。
1938年，對日抗戰爆發，沈之岳偽裝為中央大學學生，化名「沈輝」，以助手身份陪同中大教授到延安考察，要求留下來「參加革命」，並通過共軍保衛部門的審查。沈在延安進入抗日軍政大學學習，獲康生的賞識，隨後加入中國共產黨，一度進入中共中央機要部門擔任收發工作。
沈之岳曾以「李国栋」的化名，在1939年于军统汉中训练班见过汉训班班主任程慕颐，并对训练班的工作作过指点。
1939年，沈奉命離開延安，到浙江白區工作，隨葉挺赴皖南收編八省紅軍和游擊隊，整編成立國民革命軍新編第四軍（簡稱新四軍），奉行「向南鞏固，向東作戰，向北發展」的戰略方針，一方對日軍作戰，一方又圖擴展勢力；1940年10月初，新四軍發動黃橋戰役（今江蘇省泰州市內），成功佔為根據地。
1940年10月19日，蔣介石發出「皓電」令，由何應欽、白崇禧發電報給朱德、彭德懷、葉挺和項英，以調停國民政府軍與新四軍及第十八集團軍的連日衝突為由，令兩軍團接電報後1個月內全部撤到舊黃河以北，毛澤東授意「朱彭葉項」同意新四軍調到長江以北；新四軍未依期北上。延至1941年1月，葉挺和項英率領新四軍9,000名軍士經涇縣北上；1月5日，部隊行至茂林地區（今安徽省宣城市內）時，遭到由顧祝同帶領的國軍包圍和襲擊，是謂皖南事變，史學家認為這可能是沈之岳提供相關情報。

### 恢復身份
皖南事變後，沈之岳重返戴笠系統，1941年7月被任命為軍統局第一處科長；1943年，軍統局成立東南特偵站，沈當站長，並兼任軍事委員會忠義救國軍淞滬指揮部政治部主任，共軍至此才得知他已經為國民黨工作，從此視之為叛徒。
抗日戰爭勝利後不久，旋之進入國共內戰，當時沈任國防部保密局第二處科長，國軍敗退台灣前任蘇浙情報站站長。

### 退守台灣
1950年，沈之岳奉派至蔣經國主持之革命實踐研究院石牌訓練班，任副主任兼訓導組長；
1951年9月化名王明，随胡宗南（化名秦东昌）以国防部视察组的名义抵达大陈，10月任江浙反共救國軍總部政治部主任，兼中國國民黨大陳特派員辦公室秘書長、中華民國浙江省政府委員兼代省主席、大陳行政督察專員公署專員等要職。1953年，大陳島總部改組為大陳防衛司令部，沈留任。
在大陳期間，沈之岳做了一件蔣介石、蔣經國父子十分感激的事：他派人潛回蔣家故鄉奉化，將蔣母墓、豐鎬房、報本堂、雪竇寺的諸多景物拍成照片，獻給蔣介石。
1955年，沈協助蔣經國執行「金剛計畫」與「飛龍計畫」，安排大陳、南麂、漁山列島軍民撤退至台灣，並裁撤中華民國浙江省政府。
1956年，沈任司法行政部調查局督察室主任，後改任司法行政部調查局副局長，黨職任中國國民黨中央委員會南方工作組組長，负责整顿中统；1958年調任國防部情報局副局長。

### 潛入澳門
1963年，沈之岳時任情報局副局長兼中二組副主任，化名孫子超，4月20日秘密潛入葡屬澳門，部署對大陸的行動破壞，試圖刺殺當時中华人民共和国主席劉少奇。沈在澳門新新酒店、同盟酒店各開一個房間，實際上住在「中二組」澳門特一組的駐地。沈行蹤被共產黨完全掌握，華南辦事處將資料直送北京。
當時，中共高層曾考慮將沈之岳從澳門捉拿回大陸歸案，給蔣介石父子以顏色看看；最後採取較緩和的做法，由公安部通過外交途徑通知澳葡政府。澳葡政府逮捕了一批特務，將沈驅逐回台灣，沈因此受到撤職查辦的處分。

### 組調查局
1964年，沈之岳在蔣經國的極力推薦下，負責改組調查局，出任局長，一手建立了調查局的制度，並培育大量有別於軍統、中統特務，規定調查局幹員必須有大專以上學歷、最好能通一至二種外語。同時，沈之岳也一手建立了預算、決算外的調查局小財庫，在戒嚴時期透過兩岸地下貿易（如中藥材）及炒股票，替調查局開闢了預算外的工作經費來源。沈之岳上任時發生人事鬥爭，使《台灣新生報》沈嫄璋等人被殺與坐冤獄。
1972年2月22日，台灣獨立運動人士辜寬敏在沈之岳安排下，秘密從日本取道泰國返回台灣，與後來接任行政院院長的蔣經國對話。

### 晚年生活
1978年1月，沈之岳從調查局卸任，調任中國國民黨中央委員會社會工作會主任，並曾任中國國民黨中央評議委員與第十、十一屆中央委員；1979年受聘為中華民國總統府國策顧問。
1990年，沈之岳因患腎病曾到北京治療，並獲鄧小平接見。
1994年2月24日病逝於台北榮民總醫院，享壽81歲；同年3月11日，獲頒褒揚令。

## 私人生活
沈之岳元配邵達鎮為護士，1940年7月7日與沈之岳結婚，歿於1974年。育有一子沈海濱，二女沈淨崎、沈讓濱。1988年，沈之岳續絃台灣京劇名旦徐露。

## 身份質疑
對於沈之岳早年往來國共之間的經歷，國民黨稱沈之岳早是戴笠手下、奉命潛入共產黨。但一說沈之岳根本就是共產黨、为共產黨在台湾至死未被发现的两大卧底之一，兩蔣雖然對共諜抱持「寧可誤殺，不可錯放」的態度，但還是沒有發現沈之岳的問題。
不过陸鏗曾透露，沈之岳去世時，前中華人民共和國國防部部長張愛萍曾主持秘密追悼會悼念沈之岳，張愛萍送的輓聯寫道「文武全才，治國有方；一事二主，兩俱無傷」，因而引起后人对沈的真实身份的怀疑；前中华民国总统府国策顾问曾永贤在日后国史馆进行口述歷史时，更直指沈之岳就是双面谍。

## 紀念
宜蘭縣蘇澳鎮岳明新村一名由來，即是取自沈之岳的「岳」字，及其化名王明的「明」字而來。岳明新村是台灣規模最大的大陳島移民聚落。